# Keratella irregularis
Keratella irregularis is een raderdiertjessoort uit de familie Brachionidae. De wetenschappelijke naam van deze soort is voor het eerst geldig gepubliceerd in 1898 door Lauterborn.